# Asola, Vanda
 Asola är en stadsdel i Vanda stad i landskapet Nyland. 
Asola gränsar i norr till Korso, i söder till Björkby, i öster till Stambanan och Räckhals, samt till Gladas i väster. Asolaleden går genom stadsdelen från Björkby till Korso. Namnet Asola har härletts från namnet på ett frontmannahusområde. Jordbruksministeriets Bosättningsavdelning som verkade efter andra världskriget, på finska Asutusasiainosasto, kort kallad Aso, vilket gav namnet Asola. Aso gjorde modellritningar som användes när Asola byggdes på 1940-talet. 
Invånarantalet i stadsdelen växer kraftigt. Vid Asolaleden mellan järnvägen nära Räckhals station, samt på Räckhalsbacken i västra Asola, har nya höghusområden byggts. I Asola finns också Vandas huvudsjukhus, Pejas sjukhus som utgör en del av Helsingfors universitetscentralsjukhus (HUCS). Sjukhuset betjänar också invånarna i Kervo stad.  